# Puliciphora occidentalis
Puliciphora occidentalis är en tvåvingeart som först beskrevs av Axel Leonard Melander och Charles Thomas Brues 1903.  Puliciphora occidentalis ingår i släktet Puliciphora och familjen puckelflugor. Inga underarter finns listade i Catalogue of Life.